# Саповнела (фільм, 1959)
«Саповнела» (рос. «Саповнела») — грузинський радянський короткометражний фільм грузинсько-французького кінорежисера Отара Іоселіані.
Автор так висловився про свою працю:
«Назва „Саповнела“ означає „Квітка, яку ніхто не може знайти“. Ми представляємо фільм без перекладу (текст в ті часи був нам нав’язний цензурою, але фільм все одно був заборонений — через фінал). Це мій перший досвід: я пробував поєднувати музику з кольором. А ще це розповідь про старого садівника Михайла Мамулашвілі, який створив дивні композиції з рослин у своєму маленькому саду».

## Сюжет
Квітник старого садівника — це його радість і печаль. Він все життя доглядає квіти, складає з них красиві композиції і картини. Але приходять чужі люди, і під бульдозерами гинуть гірські квіти. Сумний підсумок, якщо не знати, що трава і квіти все одно проб’ються крізь бетон і асфальт.